# Calgary Chinese Cultural Centre
Calgary Chinese Cultural Centre is een gebouw in Calgary Chinatown, Calgary, Canada. Het was in september 1992 klaar voor gebruik. Het middengedeelte van het gebouw heet "Dr. Henry Fok Cultural Hall" en is geïnspireerd op de Beijingse Tian Tan uit de Ming-dynastie. Dit gedeelte is eenentwintig meter hoog. Het plafond is gedocoreerd met 561 Chinese draken en 40 feniksen.
De eerste verdieping van het gebouw bevat klaslokalen en de Orrin and Clara Christie Might Library met Engels- en Chineestalige boeken. Op de begane grond zijn restaurants, Chinese handwerkwinkels en een Chinese medicijnenwinkel te vinden.